# Велика українська юридична енциклопедія
Велика українська юридична енциклопедія — 20-томне видання видавництва «Право», у підготовці якого беруть участь Національна академія правових наук України, Інститут держави і права імені В.М. Корецького НАН України, Національний юридичний університет імені Ярослава Мудрого.
Наразі відомо, що у 2016—2025 роках вийшли друком 18 томів:
- Т. 1 : Історія держави і права України / редкол.: В. Д. Гончаренко (голова) та ін. — Харків: Право, 2016. — 848 с. : іл. — ISBN 978-966-937-049-5 (т. 1)
- Т. 2 : Філософія права / редкол.: С. І. Максимов (голова) та ін. — Харків: Право, 2017. — 1128 с. : іл. — ISBN 978-966-937-145-4 (т. 2)
- Т. 3 : Загальна теорія права / редкол.: О. В. Петришин (голова) та ін. — Харків: Право, 2017. — 952 с. : іл. — ISBN 978-966-937-233-8 (т. 3)
- Т. 4 : Конституційне право / редкол.: Ю. Г. Барабаш (голова) та ін. — Харків: Право, 2024. — 1072 с. — ISBN 978-966-998-618-4 (т. 4)
- Т. 5 : Адміністративне право / редкол.: Ю. П. Битяк (голова) та ін. — Харків: Право, 2020. — 960 с. : іл. — ISBN 978-966-998-010-6 (т. 5)
- Т. 6 : Фінансове право / редкол.: М. П. Кучерявенко (голова) та ін. — Харків: Право, 2020. — 616 с. : іл. — ISBN 978-966-937-946-7 (т. 6)
- Т. 7 :?
- Т. 8 :?
- Т. 9 : Цивільне право / редкол.: Н. С. Кузнєцова (голова), О. В. Кохановська (заст. голови), А. Б. Гриняк (відп. секретар) та ін. — Харків: Право, 2023. — 918 с. : іл. — ISBN 978-966-998-500-2 (т. 9)
- Т. 10 : Цивільний процес / редкол.: В. В. Комаров (голова) та ін. — Харків: Право, 2025. — 872 с. : іл. — ISBN 978-966-998-688-7 (т. 10)
- Т. 11 : Трудове право / редкол.: С. М. Прилипко (голова), М. І. Іншин (заст. голови), О. М. Ярошенко та ін. — Харків: Право, 2018. — 776 с. : іл. — ISBN 978-966-937-400-4 (т. 11)
- Т. 12 : Сiмейне право / редкол.: В. І. Борисова (голова) та ін. — Харків: Право, 2021. — 480 с. : іл. — ISBN 978-966-998-187-5 (т. 12)
- Т. 13 : Міжнародне приватне право / редкол.: А. С. Довгерт (голова) та ін. — Харків: Право, 2021. — 864 с. : іл. — ISBN 978-966-998-309-1 (т. 13)
- Т. 14 : Екологічне право / редкол.: Ю. С. Шемшученко (голова), А. П. Гетьман (заст. голови) та ін. — Харків: Право, 2018. — 776 с. : іл. — ISBN 978-966-937-407-3 (т. 14)
- Т. 15 : Господарське право / редкол.: В. А. Устименко (голова) та ін. — Харків: Право, 2019. — 784 с. : іл. — ISBN 978-966-937-469-1 (т. 15)
- Т. 16 : Земельне та аграрне право /  редкол.: М. В. Шульга (голова), В. В. Носік, П. Ф. Кулинич (заст. голови) та ін. — Харків: Право, 2019. — 696 с. : іл. — ISBN 978-966-937-657-2 (т. 16)
- Т. 17 : Кримінальне право редкол.: В. Я. Тацій (голова), В. І. Борисов (заст. голови) та ін. — Харків: Право, 2017. — 1064 с. : іл. — ISBN 978-966-937-261-1 (т. 17)
- Т. 18 : Кримінологія. Кримінально-виконавче право /  редкол.: В. І. Шакун (голова) та ін. — Харків: Право, 2019. — 544 с. : іл. — ISBN 978-966-937-831-6 (т. 18)
- Т. 19 : Кримінальний процес, судоустрій, прокуратура та адвокатура / редкол.: В. Т. Нор (голова) та ін. — Харків: Право, 2020. — 960 с. : іл. —  ISBN 978-966-998-076-2 (т. 19)
- Т. 20 : Криміналістика, судова експертиза, юридична психологія / редкол.: В. Ю. Шепітько (голова) та ін. — Харків: Право, 2018. — 952 с. — ISBN 978-966-937-250-5 (т. 20)